# 衍豫
毓慶（1791年—?），榜名衍豫，字德崇，號怡亭，又號立齋，董氏，內務府鑲黃旗漢軍人，清朝官员，进士出身。

## 生平
道光元年（1821）辛巳科举人，道光三年（1823）癸未科进士。后任四川彭县知县。道光十三年（1833）彭县知县毓庆将九峰书院移建于小南街，修葺扩展，成为全县最大的学校（载《四川书院史》、《彭县志》）。

## 家庭
- 父广善，乾隆五十四年的进士。
- 胞弟衍勋，嘉庆戊寅科举人。
- 堂兄衍恩，嘉庆六年的进士。
- 妻費莫氏。
- 女董氏，嫁正蓝旗满洲、科舉人他塔喇氏毓繩（又玉繩；父嘉慶六年（1801年）辛酉恩科进士秀堃）。